# Поповка (Карловский район)
Поповка (укр. Попівка) — село, Поповский сельский совет, Карловский район, Полтавская область, Украина.
Код КОАТУУ — 5321683801. Население по переписи 2001 года составляло 3277 человек.
Является административным центром Поповского сельского совета, в который не входят другие населённые пункты.

## Географическое положение
Село Поповка находится на левом берегу реки Орчик,
выше по течению на расстоянии в 2,5 км расположено село Варваровка,
ниже по течению примыкает село Фёдоровка,
на противоположном берегу — город Карловка.
По селу протекает несколько пересыхающих ручьёв с запрудами.
Через село проходит автомобильная дорога Р-11.